# Pomoleuctra andersoni
Pomoleuctra andersoni är en bäcksländeart som först beskrevs av Harper och Wildman 1985.  Pomoleuctra andersoni ingår i släktet Pomoleuctra och familjen smalbäcksländor. Inga underarter finns listade i Catalogue of Life.